# وسولد مایرهولد
وسولد امیلویچ مایرهولد (به روسی: Всеволод Эмильевич Мейерхольд) (زادهٔ ۱۰ فوریه ۱۸۷۴ – درگذشتهٔ ۲ فوریه ۱۹۴۰) یکی از کارگردان بزرگ تئاتر، بازیگر و تهیه‌کننده تئاتر روس و اتحاد جماهیر شوروی بوده‌است که تجربه‌های فراوان او در زمینه‌های فیزیک بدن و سمبلیسم در تئاتر غیر قراردادی او را به عنوان یکی از چهره‌های اولیه تئاتر مدرن معرفی کرده‌است.
از وسولد مایرهولد به عنوان یکی از نوابغ هنر شوروی یاد می‌شود.
و یکی از برجسته‌ترین شاگردان ولادیمیر نمیروویج دانچنکو و کنستانتین استانیسلاوسکی است.

## زندگی و کار
در نهم فوریه سال ۱۸۷۴ میلادی در شهر «پنزا» ی شوروی در خانواده‌ای آلمانی‌تبار به دنیا آمد. نام واقعی وی کارل کازیمیر تئودور مایرهولد بود که پس از پذیرش مذهب کلیسای ارتدکس به‌افتخار نویسنده محبوبش وسوالاد گارشین، نام کوچک خود را به «وسولد» تغییر داد. در سال ۱۸۹۵ وی دبیرستان پنزا را تمام کرده و وارد دانشکده حقوق دانشگاه مسکو شد. در سال ۱۸۹۶ به هنرستان تئاتر و موسیقی مسکو رفت و تحت نظارت ولادیمیر نمیروویچ دانچنکو آموزش تئاتر را آغاز کرد. پدرش صاحب کارخانه مشروبات الکلی امیل مایرهولد بود لذا او به‌هیچ وجه جز یک خانواده فقیر نبود.

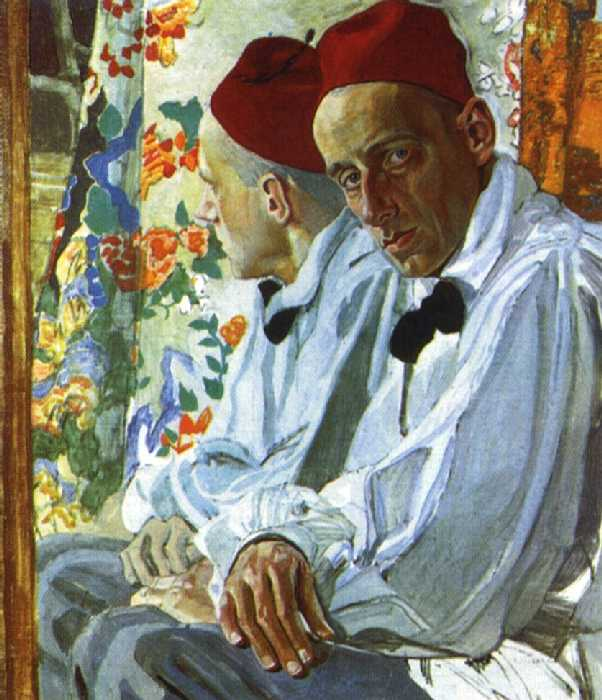

بعد از اتمام مدرسه در سال ۱۸۹۵ او شروع به تحصیل در رشته قانون در دانشگاه مسکو شد اما هرگز نتواست آن را به اتمام برساند. در تولد ۲۱ سالگیش عقاید مذهبیش را از لوتریانیسم به ارتدکس مسیحی تغییر داد و نام وسولد را که یک نام ارتدوکس است (نام یک نویسنده روسی است، وسولد گارشین، که مایرهولد عاشق نثرش بود) انتخاب کرد. فعالیت بازیگری او از ۱۸۹۶ یعنی درست زمانیکه شروع به تحصیل در مدرسه درام و موسیقی مسکو کرد، تحت نظارت ولادیمیر نمیرویچ دانچنکو - مدیر تئاتر هنری مسکو - شروع شد. مایرهولد در تئاتر هنری مسکو بالغ بر ۱۸ نقش را بازی کرد.
بعد از ترک تئاتر هنری مسکو در سال ۱۹۰۲، مایرهولد در یک سری پروژه تئاتری در مقام بازیگر و کارگردان شرکت کرد. در تمام این پروژه‌ها از میدان باز برای تجربه و آزمایش و خلق متدهای جدید صحنه استفاده شد. مایرهولد یکی از طرفداران پروپاقرص نمادگرایی در تئاتر بود، بخصوص از سال ۱۹۰۶ تا ۱۹۰۷ یعنی زمانی که به عنوان مدیر تولید تئاتر ورا کمیساروسکیا بود. در این ایام او دوباره به تئاتر هنری مسکو فراخوانده سد تا ایده‌های تجربی‌اش را ادامه دهد.
مایرهولد تحقیقات خویش را پیرامون خلاقیت در تئاتر طی دهه ۱۹۰۷ تا ۱۹۱۷ یعنی دوره‌ای که با تئاتر سلطنتی در سن پترزبورگ همکاری می‌کرد، پی گرفت. در این دوره، نمایشنامه‌های کلاسیک و همچنین نمایشنامه‌های مدرن و ستیزه‌جویانه افرادی چون فئودور سالوگاب، زینایدا گیپیوس و الکساندر بلاک را در حالتهای نوین و خارق‌العاده‌ای اجرا می‌برد. در این نمایش‌ها مایرهولد می‌کوشید تا شیوه بازی را به سبک سنتی کمدی هنرمندان برگرداند تا از ویژگیهای این سبک بازی در اجرای مدرن استفاده کند. مفاهیم تئاتری مورد نظر او به‌دقت در کتاب خودش به نام درتئاتر توضیح داده شده‌است.

## نظریه بیومکانیک
مایرهولد در برابر تئاتر ناتورالیستی به واکنش منفی پرداخت و بر این عقیده پای می‌فشرد که اجرا گران بسیار بیشتر از تقلید صرف، واجد ظرفیت و قابلیت گسترش حرکات بدن هستند. همین اعتقاد باعث شد تا او سیستمی به نام «بیومکانیک» را برای تمرینات بدنی طراحی کند.
این نظریه شکلی از پرورش بازیگر است که هدفش به وجود آوردن بازیگرانی است هم ورزشکار هم آکروبات‌باز و هم ماشین‌هایی متحرک. مایرهولد به‌عنوان مبتکر این سبک از بازیگرانش حرکت می‌خواست نه احساس و عاطفه. نظریات او را امروزه با عنوان «تئاتر بیومکانیک» می‌شناسند؛ مایرهولد برخلاف تأکید استادش کنستانتین استانیسلاوسکی که بر انگیزه‌های درونی بازیگران توجه عمده‌ای داشت، به انگیزه جسمانی و بازتاب حسی معتقد بود و عقیده داشت بازیگر برای آفریدن احساس شادمانی فراوان در خویشتن و در تماشاگر لازم نیست خود را به رفتارهایی که جامعه به‌صورت استاندارد درآورده، محدود کند. اگر بازیگری از سرسره‌ای بلغزد؛ یا بر طنابی آویزان شود؛ همان احساسی را القاء خواهد کرد که کنستانتین استانیسلاوسکی به آن معتقد بود. بر اساس این نظریه انسان به‌عنوان ماشین تلقی می‌گردد. او موظف است کنترل خویشتن را یاد بگیرد. مایرهولد در سیستم ابداعی خود، «بیومکانیک»، نه‌تنها سعی در ایجاد تیپ جدید هنرپیشه را دارد بلکه تلاش می‌کند «انسان جدید» ایده‌آل را که پاسخ‌گوی تئوری انقلابی است به وجود آورد. در این سیستم، مبنا همیشه شخص نیست بلکه گروه است. بسیاری از تمرین‌های ژیمناستیکی ایجادشده توسط مایرهولد مثل «پرش»، «اسب و سوارکار» و «هرم» مستلزم همکاری تنگاتنگ دو یا چند هنرپیشه است و بدین ترتیب ایده‌آل در کار گروهی نمود پیدا می‌کند. این سیستم هم‌اکنون نیز توجه رجال و شخصیت‌های تئاتری تمام دنیا را برانگیخته است.

## دستگیری و مرگ

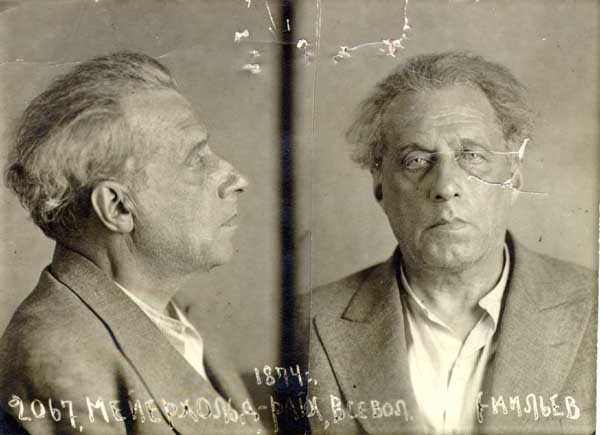
تصویری از مایرهولد که در هنگام دستگیری‌اش توسط پلیس شوروی در مسکو برداشته شده‌است.

مایرهولد خیلی زود سبک رئالیسم استانیسلاوسکی را نفی کرده و به عنوان رهبر آوانگاردهای تئاتر، ایده‌های تازه‌ای را آزمود. سبک مبتکرانه و اکسپرسیونیستی وی، برای نمونه در اجرای ساس و حمام اثر ولادیمیر مایاکوفسکی در سال‌های ۱۹۲۹ و ۱۹۳۰، به مذاق نقادان شوروی خوش نیامد چراکه نامتعارف بود. متهم به فرمالیسم شد و اجراهای بعدی‌اش را توقیف کردند. بعد از حمله کردن علنی‌اش به باید و نبایدهای رئالیسم سوسیالیستی، در ژوئن ۱۹۳۹ دستگیر شد. در زندان لوبیانکا در مسکو بازجویی و شکنجه شد و در فوریه ۱۹۴۰، کمی بعد از اعدام بابل نویسنده، او را نیز به جوخهٔ آتش سپردند. ۱۵ سال بعد دادگاه عالی شوروی به وی اعاده حیثیت کرد. او در قبرستانی در شهر مسکو دریکی از سه آرامگاه عمومی قربانیان تبعیدی کمونیست به خاک سپرده شد.